# Orbiter Processing Facility

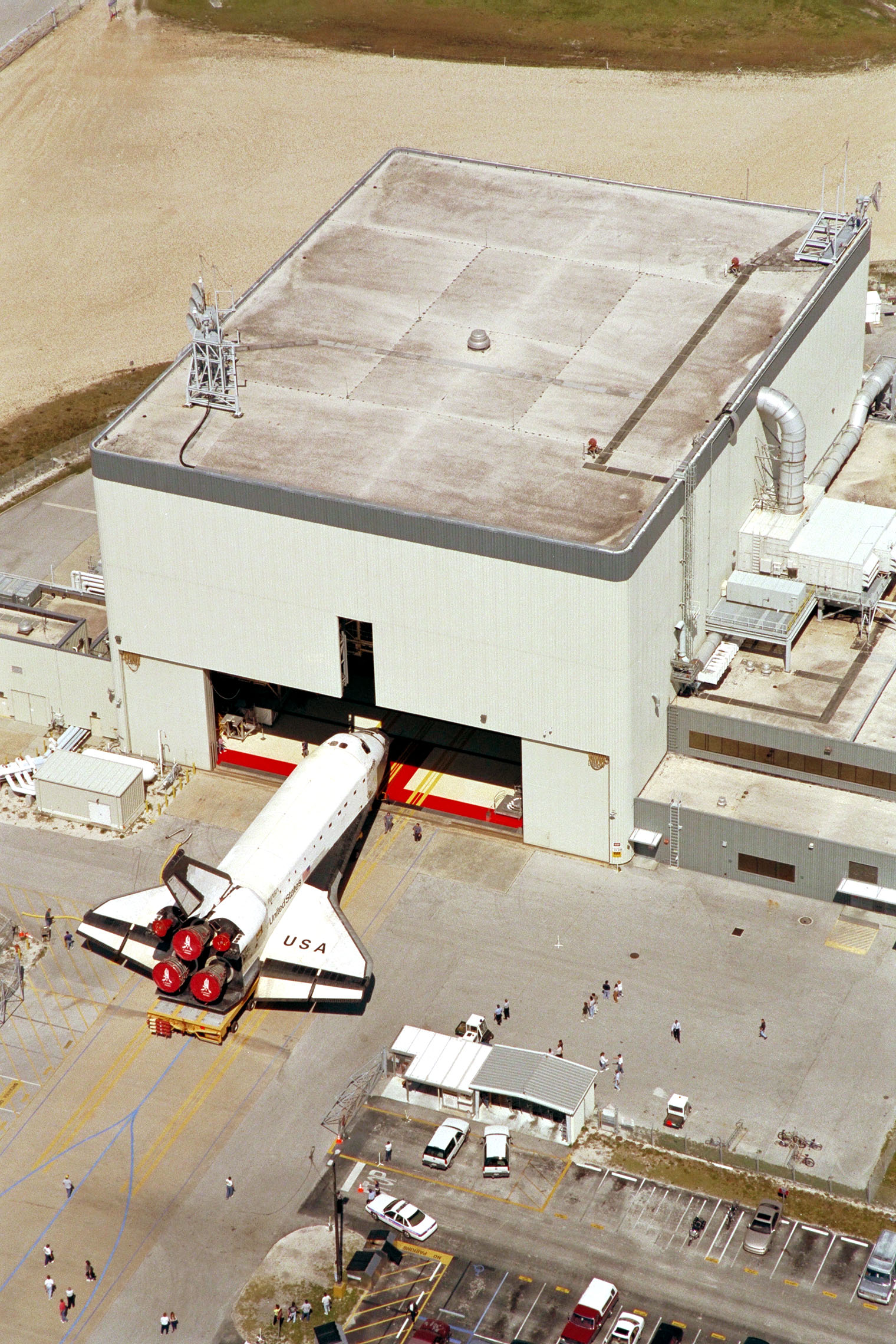
Die Columbia vor der OPF-3

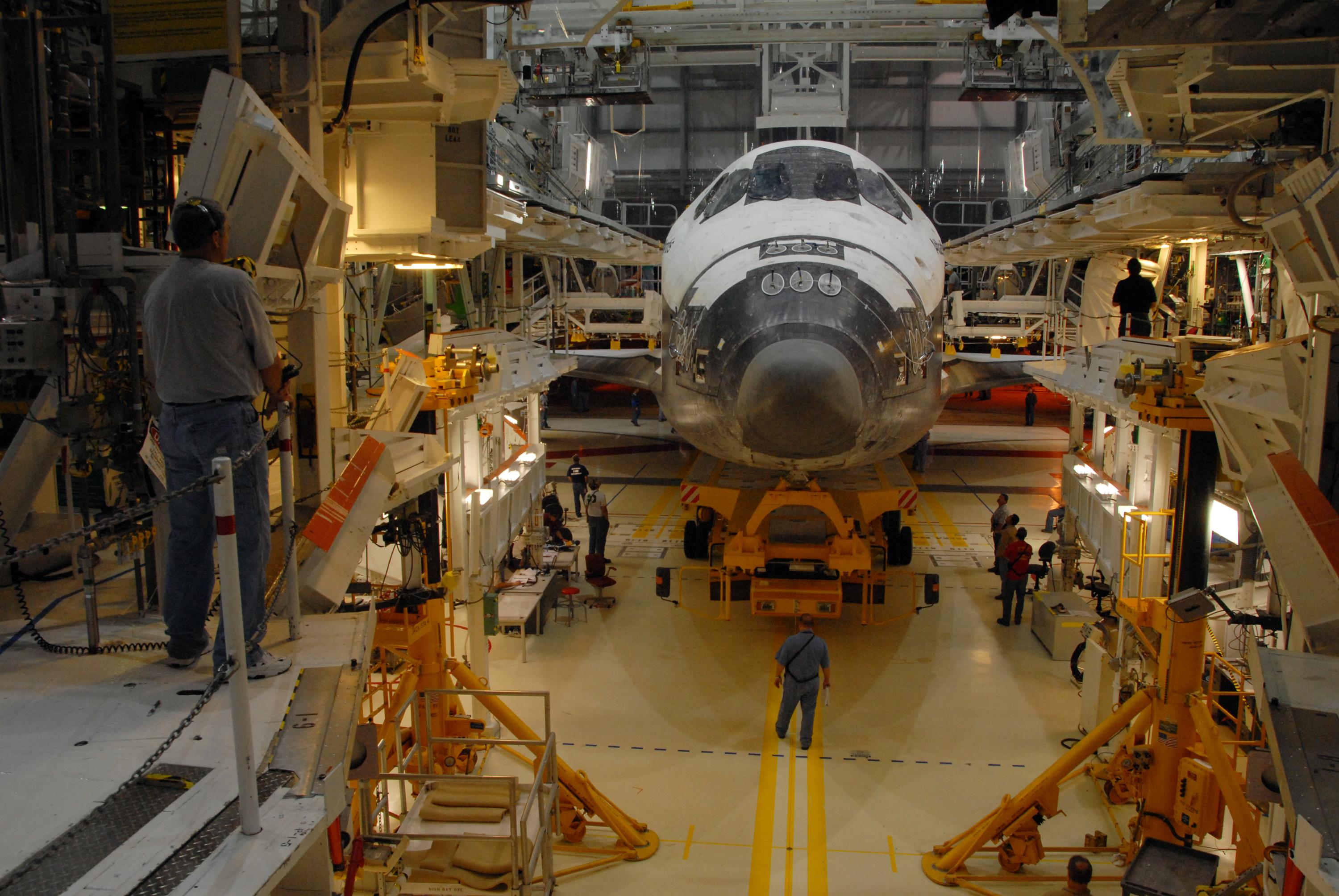
Die Atlantis vor der Mission STS-122 in der OPF-1

Die Orbiter Processing Facilities (OPF) sind die Hangars, in denen die Space-Shuttle-Raumfähren der NASA zwischen den Flügen gewartet wurden.
Insgesamt drei OPFs befinden sich auf dem Gelände des Kennedy Space Centers (OPF-1, OPF-2 und OPF-3). Diese sind westlich des Vehicle Assembly Buildings gelegen. OPF-1 und OPF-2 sind miteinander verbunden, während OPF-3 in einem separaten Gebäude untergebracht ist.
Nach dem Columbia-Unglück war jede Raumfähre einer OPF zugeordnet (OPF-1 der Atlantis, OPF-2 der Endeavour und OPF-3 der Discovery). Im Zuge der Außerdienststellung der Shuttles wurde OPF-3 im Laufe des Jahres 2011 vorzeitig außer Betrieb genommen, um für neue Nutzer bereitzustehen. Dadurch konnte die Einteilung der Orbiter auf eigene OPFs zuletzt nicht länger aufrechterhalten werden.
Während des nach jeder Mission üblichen Post Mission Processings wurde u. a. die Nutzlast ausgebaut und am Orbiter eine vollständige Inspektion durchgeführt. Abschließend wurden Teile der Nutzlast für die nächste Mission eingebaut und der Orbiter in das Vehicle Assembly Building gefahren.
Das OPF-3 wurde im Oktober 2011 an Boeing vermietet. Dort wird der CST-100 Starliner zusammengebaut, getestet und für den Start vorbereitet.
Im Oktober 2014 kam die NASA mit der U.S. Air Force zu einem Übereinkommen, um OPF-1 und OPF-2 für das X-37B-Programm zu nutzen.